# Jonas Thern
Jonas Thern est un footballeur suédois né le 20 mars 1967 à Falköping.

## Palmarès

### En club
- Champion de Suède en 1985, en 1986, en 1987, en 1988 et en 1989 avec Malmö FF
- Champion du Portugal en 1991 avec le Benfica Lisbonne
- Champion d'Écosse en 1999 avec les Glasgow Rangers
- Vainqueur de la Coupe de Suède en 1986 et en 1989 avec Malmö FF
- Vainqueur de la Coupe d'Écosse en 1999 avec les Glasgow Rangers
- Vainqueur de la Coupe de la Ligue écossaise en 1999 avec les Glasgow Rangers
- Finaliste de la Coupe d'Europe des Clubs Champions en 1990 avec le Benfica Lisbonne
- Finaliste de la Coupe d'Écosse en 1998 avec les Glasgow Rangers
- Finaliste de la Supercoupe du Portugal en 1991 avec le Benfica Lisbonne

### EnÉquipe de Suède
- 75 sélections et 6 buts entre 1987 et 1997
- Participation à la Coupe du Monde en 1990 (Premier Tour) et en 1994 (3e)
- Participation au Championnat d'Europe des Nations en 1992 (1/2 finaliste)
- Participation aux Jeux Olympiques en 1988 (1/4 de finaliste)